# Пітер Картер (тенісист)
Пітер Картер (англ. Peter Carter; 9 серпня 1964 — 1 серпня 2002) — колишній австралійський тенісист.
Найвищу одиночну позицію світового рейтингу — 173 місце досяг 13 липня 1987, парну — 117 місце — 7 квітня 1986 року.
Здобув 1 парний титул.
Найвищим досягненням на турнірах Великого шолома було 2 коло в парному розряді.

## Фінали за кар'єру

### Парний розряд (1 перемога)
| Результат | Ранг | Дата     | Турнір              | Покриття | Партнер        | Суперники                   | Рахунок  |
| --------- | ---- | -------- | ------------------- | -------- | -------------- | --------------------------- | -------- |
| Перемога  | 1.   | Гру 1985 | Мельбурн, Австралія | Трава    | Даррен Кейгілл | Бретт Дікінсон Роберто Саад | 7–6, 6–1 |